# Ministère des Finances (Tchéquie)
Pour les articles homonymes, voir Ministère des Finances.
Le ministère des Finances (en tchèque : Ministerstvo financí) est le département ministériel chargé de la politique budgétaire, fiscale et de la gestion des propriétés publiques en Tchéquie.
Il est dirigé depuis le 17 décembre 2021 par le conservateur Zbyněk Stanjura.

## Liste des ministres
| Nom | Nom | Nom               | Mandat                                                         | Parti    | Gouvernement(s)       |
| --- | --- | ----------------- | -------------------------------------------------------------- | -------- | --------------------- |
|     |     | Ivan Kočárník     | 2 juillet 1992 - 2 juin 1997 (4 ans et 11 mois)                | ODS      | Klaus I et II         |
|     |     | Ivan Pilip        | 2 juin 1997 - 22 juillet 1998 (1 an et 1 mois)                 | ODS      | Klaus II Tošovský     |
|     |     | Ivo Svoboda       | 22 juillet 1998 - 20 juillet 1999 (11 mois et 28 jours)        | ČSSD     | Zeman                 |
|     |     | Pavel Mertlík     | 21 juillet 1999 - 12 avril 2001 (1 an, 8 mois et 22 jours)     | ČSSD     | Zeman                 |
|     |     | Jiří Rusnok       | 12 avril 2001 - 15 juillet 2002 (1 an, 3 mois et 3 jours)      | ČSSD     | Zeman                 |
|     |     | Bohuslav Sobotka  | 15 juillet 2002 - 4 septembre 2006 (4 ans, 1 mois et 20 jours) | ČSSD     | Špidla Gross Paroubek |
|     |     | Vlastimil Tlustý  | 4 septembre 2006 - 9 janvier 2007 (4 mois et 5 jours)          | ODS      | Topolánek I           |
|     |     | Miroslav Kalousek | 9 janvier 2007 - 8 mai 2009 (2 ans, 3 mois et 29 jours)        | KDU-ČSL  | Topolánek II          |
|     |     | Eduard Janota     | 8 mai 2009 - 13 juillet 2010 (1 an, 2 mois et 5 jours)         | Sans     | Fischer               |
|     |     | Miroslav Kalousek | 13 juillet 2010 - 10 juillet 2013 (2 ans, 11 mois et 27 jours) | TOP 09   | Nečas                 |
|     |     | Jan Fischer       | 10 juillet 2013 - 29 janvier 2014 (6 mois et 19 jours)         | Sans     | Rusnok                |
|     |     | Andrej Babiš      | 29 janvier 2014 - 24 mai 2017 (3 ans, 3 mois et 25 jours)      | ANO 2011 | Sobotka               |
|     |     | Ivan Pilný        | 25 mai - 13 décembre 2017 (6 mois et 18 jours)                 | Sans     | Sobotka               |
|     |     | Alena Schillerová | 13 décembre 2017 – 17 décembre 2021 (4 ans et 4 jours)         | Sans     | Babiš I et II         |
|     |     | Zbyněk Stanjura   | depuis le 17 décembre 2021 (3 ans, 2 mois et 25 jours)         | ODS      | Fiala                 |